# Hans Christian Boas
Hans C. Boas (* 2. Juni 1971) ist ein deutscher Sprachwissenschaftler. Er ist Raymond Dickson, Alton C. Allen and Dillon Anderson Centennial Professor in Germanistischer Linguistik an der University of Texas in Austin.

## Leben
Hans C. Boas ist der Sohn des deutschen Sprachwissenschaftlers Hans Ulrich Boas, der eine Professur in anglistischer Sprachwissenschaft an der Universität Erfurt innehatte. Boas promovierte im Jahr 2000 an der University of North Carolina at Chapel Hill mit einer Arbeit mit dem Titel Resultative Constructions in English and German. Zuvor hatte er an der gleichen Institution einen Master of Arts in Linguistik absolviert.
Von 1994 bis 1999 war Boas an der University of North Carolina at Chapel Hill zuerst als Teaching Assistant und dann als Teaching Fellow tätig. Daraufhin forschte er als postdoctorales Mitglied in der Frame Net Forschungsgruppe an der University of California, Berkeley. Seit 2001 ist er an der University of Texas in Austin tätig.
Im Jahr 2007 erhielt Boas den Hugo-Moser-Förderpreis der Hugo-Moser-Stiftung für seine Forschungsarbeit Untersuchungen über Entstehung und Tod des Texas-Deutschen und im Jahr 2011 den Leonard Bloomfield Buchpreis der Linguistic Society of America für seine Forschung über das Texasdeutsche, eine Varietät der deutschen Sprache, die in Texas von Nachfahren deutscher Einwanderer gesprochen wird.

## Forschungsschwerpunkte
- Syntax
- Semantik
- Lexikografie
- Sprachkontaktforschung
- Sprachvarietäten
- Morphologie
- Phonologie
- Sprachdokumentation
- Korpuslinguistik[10]

## Publikationen (Auswahl)
- als Hrsg.: Multilingual FrameNets in Computational Lexicography: Methods and Applications. Mouton de Gruyter, Berlin 2009, ISBN 9783110212969;   doi:10.1515/9783110212976
- The life and death of Texas German. Duke University Press, Durham 2009, ISBN 978-0-8223-6716-1
- als Hrsg. mit Alexander Ziem: Constructional Approaches to Syntactic Structures in German.  De Gruyter Mouton, Berlin/Boston 2018, ISBN 9783110454727, doi:10.1515/9783110457155